# Ficoïde à feuilles en cœur
Aptenia cordifolia
Espèce
Synonymes
- Litocarpus cordifolia
- Mesembryanthemum cordifolia

Classification phylogénétique
La Ficoïde à feuilles en cœur (Aptenia cordifolia) est  une plante vivace de la famille des Aizoacées, originaire d'Afrique du Sud.

## Description
Couleur des fleurs : blanc, rose, rouge, jaune
Elle peut tapisser rapidement de vastes étendues, en particulier dans les sols sablonneux. Elle forme un tapis vert tendre où s'épanouissent de très nombreuses fleurs carminées, parfois blanches. Elle ne craint pas la sécheresse mais si on l'arrose abondamment en période de chaleur elle pousse d'autant plus rapidement.

## Culture
On peut la reproduire très facilement par bouturage. Comme elle craint le froid (elle gèle à partir de −5 °C), il est facile d'en faire hiberner quelques boutures que l'on replantera au printemps, si les touffes ont été détruites.

## Distribution
Comme beaucoup de représentants de la famille des Aizoacées, cette espèce est originaire d'Afrique australe.

## Culinaire
La cordifole se mange crue, comme le pourpier dont on retrouve le goût. Tant le goût que l'aspect en font une plante qui est appréciée en cuisine.

## Synonymes

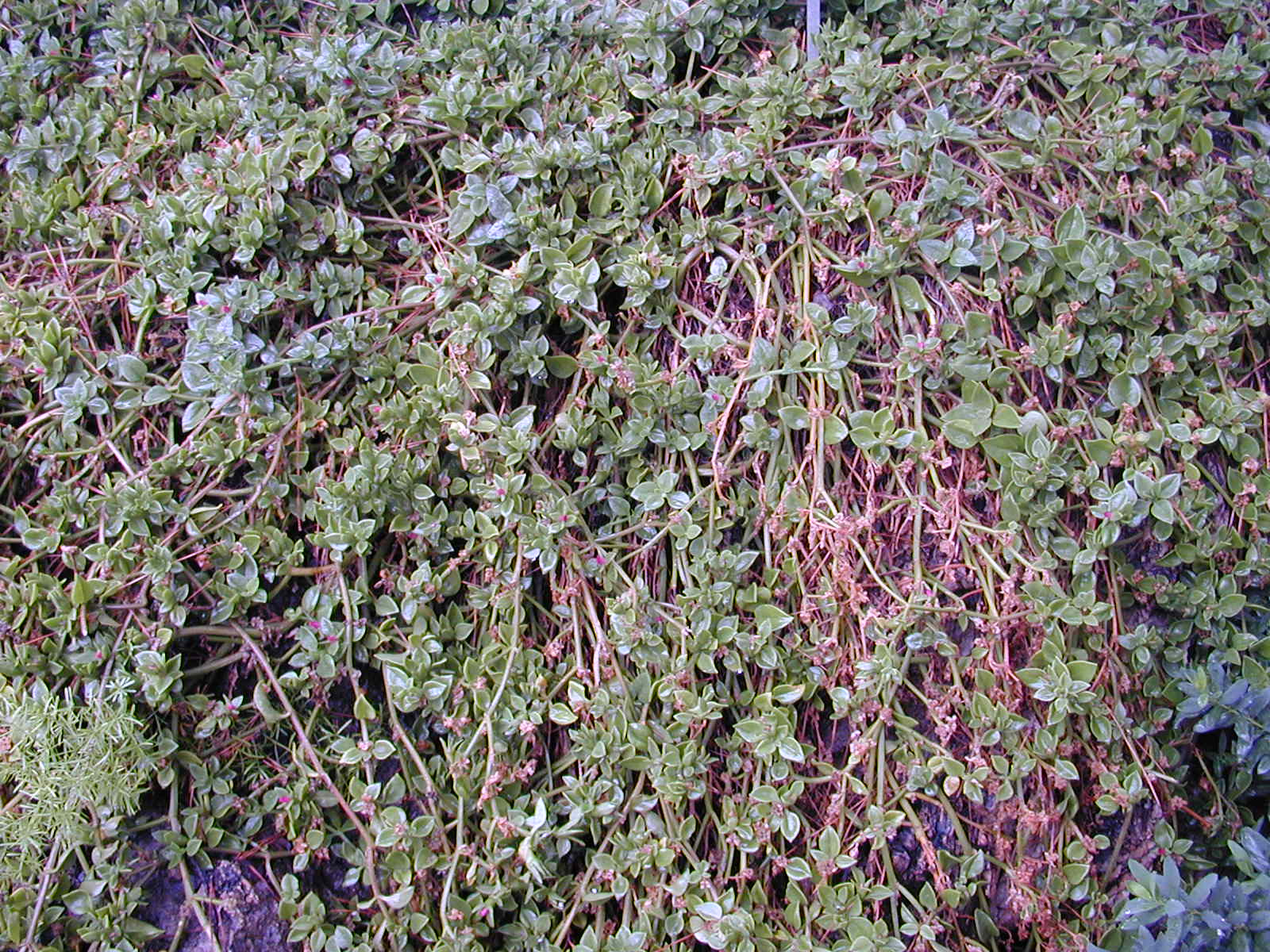
Vue globale

- Litocarpus cordifolia
- Mesembryanthemum cordifolia